# Воля-Галензовська
Воля-Галензовська (пол. Wola Gałęzowska) — село в Польщі, у гміні Бихава Люблінського повіту Люблінського воєводства.
Населення — 589 осіб (2011).

## Демографія
Демографічна структура станом на 31 березня 2011 року:
|          | Загалом | Допрацездатний вік | Працездатний вік | Постпрацездатний вік |
| -------- | ------- | ------------------ | ---------------- | -------------------- |
| Чоловіки | 301     | 82                 | 184              | 35                   |
| Жінки    | 288     | 70                 | 141              | 77                   |
| Разом    | 589     | 152                | 325              | 112                  |